# Цепперник
Цепперник (нем. Zeppernick) — ортшафт и район общины Мёккерн в Германии, в федеральной земле Саксония-Анхальт. Входит в состав района Анхальт-Цербст. Подчиняется управлению Эльбе-Эле-Нуте. Население 733 чел. Занимает площадь 33,62 км².